# El Zapote, Tancítaro
El Zapote är en ort i Mexiko.   Den ligger i kommunen Tancítaro och delstaten Michoacán de Ocampo, i den södra delen av landet, 300 km väster om huvudstaden Mexico City. El Zapote ligger 1 599 meter över havet och antalet invånare är 368.
Terrängen runt El Zapote är kuperad åt sydost, men åt nordväst är den bergig. Runt El Zapote är det ganska tätbefolkat, med 72 invånare per kvadratkilometer. Närmaste större samhälle är Tancítaro, 14,8 km väster om El Zapote. I omgivningarna runt El Zapote växer huvudsakligen savannskog.